# Mario Liverani
Mario Liverani (Roma, 1939) es un historiador italiano, profesor emérito de Historia de Oriente Próximo en la Universidad de Roma La Sapienza, fundador y director de la revista Vicino Oriente, miembro de la American Oriental Society, Accademia delle Scienze de Turín y doctor honoris causa de la Universidad de Copenhague y de la Universidad Autónoma de Madrid. Es considerado uno de los principales especialistas en historia antigua de Oriente por sus trabajos sobre las relaciones internacionales durante el Bronce Final.
Sus trabajos más célebres, a los que dedicó sobre todo los primeros años de su carrera, se centran en el estudio de las interrelaciones entre Mitani, los hititas y Egipto en la zona del Levante septentrional durante el Bronce Tardío. Aun así, su área de estudios tiene una gran amplitud, desde Sumeria hasta el Imperio persa o los garamantes.
Su trabajo El Antiguo Oriente: Historia, sociedad y economía es un compendio del conocimiento actual sobre el Cercano Oriente Antiguo, en sus dimensiones económica,social, política, cultural e ideológica.
Es autor de monografías especializadas como por ejemplo Storia di Ugarit (1962), L'origine della citra (1986) o Más allá de la Biblia (2005).

## Reconocimiento
- 2014 Sheikh Zayed Book Award en "Arabic Culture in Other Languages" por su libro Imagining Babylon.[2]

## Obras
- Storia di Ugarit (1962)
- Sargon di Akkad (1966)
- L'origine de la città (1986)
- Antico Oriente: Storia, società, economía (El Antiguo Oriente: Historia, sociedad y economía, Crítica, Barcelona, 1995)
- Antico Oriente, 2002; M. Liverani, en la Rivista degli Studi Orientali, 40: pp. 267-277.
- Relaciones internacionales en el Próximo Oriente Antiguo. 1600-1100 a.C (2003)
- Myth And Politics In Ancient Near Eastern Historiography - Edición y notas introductorias de Marc Van De Mieroop y Zainab Bahrani.
- Oltre la Bibbia: Storia antica di Israele (Más allá de la Biblia. Historia antigua de Israel, Crítica, Barcelona, 2005)